# Годнова
Годнова (пол. Godnowa) — село в Польщі, у гміні Мілич Мілицького повіту Нижньосілезького воєводства.
Населення — 210 осіб (2011).
У 1975-1998 роках село належало до Вроцлавського воєводства.

## Демографія
Демографічна структура станом на 31 березня 2011 року:
|          | Загалом | Допрацездатний вік | Працездатний вік | Постпрацездатний вік |
| -------- | ------- | ------------------ | ---------------- | -------------------- |
| Чоловіки | 94      | 16                 | 69               | 9                    |
| Жінки    | 116     | 30                 | 66               | 20                   |
| Разом    | 210     | 46                 | 135              | 29                   |